# Partito Liberale (Brasile 1985)
Il Partito Liberale (Partido Liberal, PL) è stato un partito politico del Brasile.
Il PL era un partito centrista fondato nel 1985 da un insieme di indipendenti guidati da Álvaro Valle. Dal 1965 al 1985 in Brasile vi fu una dittatura militare che aveva imposto un fittizio "bipartitismo" al paese, grazie al quale l'ARENA, il partito filo-militare, otteneva puntualmente la maggioranza dei seggi a tutto discapito dei centristi del Movimento Democratico Brasiliano.
Il PL si propose agli elettori come un partito moderato, alternativo al centralismo statuale socialista. Propose infatti maggiore autonomia ai comuni ed agli Stati federali, ma al contempo si impegnò per una riforma agraria favorevole ai piccoli produttori ed una riforma sanitaria e sociale attenta alle classi meno abbienti. Al momento della sua costituzione il PL si presentò, quindi, come espressione del "liberalismo sociale". 
Col tempo il PL divenne sempre più punto di riferimento per i fedeli della Chiesa Universale del Regno di Dio (Igreja Universal do Reino de Deus), cristiani protestanti, che hanno spostato il partito su posizioni più conservatrici, almeno sulle questioni etiche (aborto, pacs, eutanesia, etc.).
Alle sue prime elezioni legislative, quelle del 1986, il PL ottenne appena il 2,8% dei voti ed elesse 7 deputati. Alle elezioni successive (1990) il PL ottenne il 4,3% ed elesse 16 deputati. 
Alle elezioni legislative del 1994 il PL ottenne il 3,5% dei voti ed elesse 13 deputati, posizionando all'ultimo posto. 
Alle elezioni del 1998, il PL scese al 2,2% dei consensi ma perse un solo seggi, passando a 12 deputati. Alle legislative del 2002 il PL raddoppiò i propri consensi, salendo al 4,3% ed ottenne 26 seggi alla Camera. Alle presidenziali dello stesso anno il PL sostenne il socialista di sinistra (PT) Luis Inácio Lula da Silva, che venne eletto al secondo turno, battendo il socialdemocratico moderato (PSDB) José Serra. 
Alle politiche del 2006 il PL vide la secessione del Partito Repubblicano Brasiliano del vicepresidente José Alencar, vicino alle Chiesa Universale. Alle elezioni il PL ottenne il 4,4% e 23 deputati alla Camera e confermò il risultato di 1 senatore (sempre 3 totali).
Nel dicembre 2006 il PL ha, insieme ai nazional-conservatori del Partito della Ricostruzione dell'Ordine Nazionale (PRONA), dato vita al Partito della Repubblica.